# جوش سيمز (لاعب اللاكروس)
جوش سيمز (بالإنجليزية: Josh Sims)‏ هو لاعب اللاكروس أمريكي، ولد في 28 يوليو 1978 في أنابولس في الولايات المتحدة.